# Pik Pobedy
Il Pik Pobedy (in russo Пик Победы?) o Jeŋiş Çokusu (in kirghiso Жеңиш Чокусу?), è la più alta montagna nel Tian Shan con 7 439 m. Si trova sul confine tra il Kirghizistan e la Repubblica Popolare Cinese, tra il distretto di Ak-Suu della regione di Ysyk-Köl e la contea di Wensu dello Xinjiang. Fa parte della catena montuosa Kakšaal-Too, la parte più alta del Tian Shan, ed è situata 16 km a sud-est del Khan Tengri, da cui è divisa dal ghiacciaio Inyl'ček. È posta a sud-est del lago Ysyk-Köl.

## Nomi
Il nome ufficiale in kirghiso è in kirghiso Жеңиш Чокусу? (Jeŋiş Çokusu), che significa "picco della vittoria". Dopo l'indipendenza conseguita nel 1991, il Kirghizistan ha mantenuto quale seconda lingua ufficiale, il russo; pertanto la montagna continua ad essere ufficialmente nota anche col toponimo in uso durante l'epoca sovietica ovvero in russo Пик Победы? (Pik Pobedy), nome che ebbe nel 1946 in onore della vittoria nella Grande guerra patriottica, e che ha lo stesso significato di quello kirghiso. In lingua uigura è chiamata Tömür, che è anche il nome ufficiale usato nella Repubblica Popolare Cinese. Il nome in cinese è 托木尔峰S, Tuōmù'ěr FēngP che è una trascrizione del nome in uiguro.

## Scalate
Il pik Pobedy era una delle cinque vette di 7000 metri dell'ex Unione Sovietica che bisognava scalare per vedersi assegnato il premio Leopardo delle Nevi.

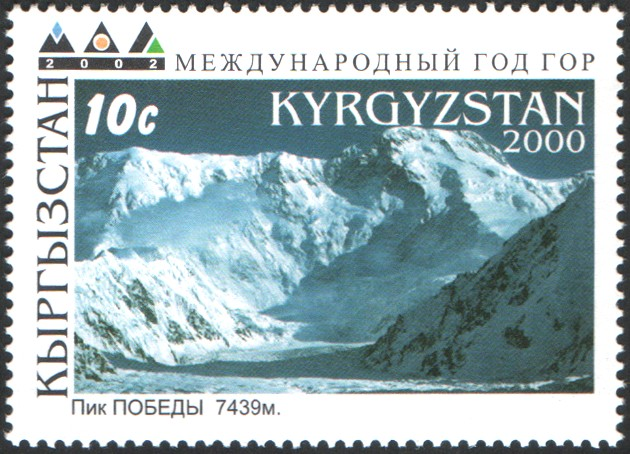
Francobollo del Kirghizistan del 2000: la montagna è chiamata Pik Pobedy.

Il 19 settembre 1938, Leonid Gutman, Evgenij Ivanov e Aleksander Sidorenko, membri del Komsomol, arrivarono alla cima ma determinarono l'altezza in modo errato (6 930 m). Lo chiamarono picco 20 anni del Komsomol. I rilevamenti fatti da un'altra squadra nel 1943 determinarono che il picco era di 7 439 metri di altezza. La vetta fu ribattezzata Pik Pobedy nel 1946 per commemorare la vittoria sovietica nella seconda guerra mondiale.
Il 30 agosto 1956, la vetta del Pobedy fu conquistata da una squadra combinata dello "Spartak" di Mosca e del comitato kazako per la cultura e lo sport, sotto la guida di Vitalij Michajlovič Abalakov. Fu solo in quell'occasione che si attestò che il picco 20 anni del Komsomol e il pik Pobedy erano la stessa vetta e che era stata quindi scalata per la prima volta nel 1938.